# Drági-féle kompendium
A Drági-féle kompendium 1460 körül keletkezett mű. Írója lemásolta Joannes de Utino 14. századi minorita szerzetes krónikáját, és kiegészítette a magyar királyok életrajzával. A magyar rész Szent Istvántól Hunyadi Mátyásig tart, egész pontosan 1459-ig.
Három fennmaradt példányáról tudunk: az egyik az Országos Széchényi Könyvtárban, a másik a Vatikáni Apostoli Könyvtárban, a harmadik a wolfenbütteli hercegi könyvtárban található. A wolfenbütteli példány alapján a kompendium kétszer is megjelent nyomtatásban. 
A vatikáni könyvtár példánya Drági Tamás, Hunyadi Mátyás királyi személynökének tulajdonában volt – innen az elnevezése. A krónikát kezdetleges illusztrációk díszítik, köztük a magyar királyok arcképei. A 43 lapból álló  pergamenkódex utolsó lapján egy négyrét papírlapon egykorú írással a tulajdonos neve áll. A kézirat feltehetően a 15. század végén készülhetett, mert a szövegből kiderül, hogy megírásakor II. Piusz pápa és III. Frigyes német-római császár még életben voltak. Egyes feltételezések szerint a könyvet maga Drági Tamás ajándékozhatta a pápának vagy valamelyik bíborosnak, amikor 1489-ben Mátyás követeként Rómában járt.